# Gunnar Dahlman
Johan Adolf Gunnar Dahlman, född den 22 juni 1895 i Malmö, död den 14 december 1963 i Stockholm, var en svensk jurist. Han var far till regeringsrådet Per Dahlman.
Dahlman blev juris kandidat vid Lunds universitet 1917, assessor i hovrätten över Skåne och Blekinge 1925, fiskal 1930, tillförordnad revisionssekreterare 1930, hovrättsråd 1931, extra ledamot för lagärenden i justitiedepartementet 1931, byråchef för lagärenden 1933, expeditionschef där 1933, revisionssekreterare 1935, statssekreterare i justitiedepartementet 1935–1939, justitieråd 1939, ersättare för vice ordförande i Arbetsdomstolen 1931–1933 och var ordförande i Arbetsdomstolen från 1949. Han var ledamot av Lagrådet 1948–1949.
Gunnar Dahlman hade en rad andra uppdrag som justitieombudsmannens suppleant 1933–1934, ordförande för sakkunniga beträffande förvandlingsstraff för böter 1935, ordförande för 1943 års utlänningssakkunniga, i statens lönekontrollnämnd 1943–1946, i styrelsen för statens polisskola från 1947, i direktionen över Drottninghuset från 1940, i näringslivets opinionsnämnd 1956, i Stockholms handelskammares skiljedomsinstitut från 1961, i 1956 års polisverksamhetsutredning samt i 1957 års folkomröstningsnämnd (pensionsfrågan).

## Utmärkelser
- Kommendör med stora korset av Nordstjärneorden, 1949